# Suez (empresa, 2015)
Suez S.A. (Suez Environnement entre 2008 y 2015) es un grupo francés que opera principalmente en los sectores de tratamiento de aguas, la gestión de residuos y mantenimiento.
Anteriormente era una división operativa de la originaria Suez, compañía que fue dividida en 2008, para permitir su fusión con Gaz de France, creando GDF Suez, actualmente Engie y Suez Environnement.

## Actividades
Suez opera en la industria de la distribución de agua y en el tratamiento de aguas, y en la industria del tratamiento de residuos.

### Agua
Las actividades de Suez incluyen:
- La producción y distribución de agua potable
- El tratamiento de agua residual
- Diseño y fabricación de plantas de depuración de aguas
- Gestión de agua residual doméstica e industrial

Suez también opera en el dominio de las plantas desaladoras de agua.
La compañía organiza sus actividades en torno a un número de temas, incluidas la protección de costas, el suministro de aguas a zonas sin acceso, la distribución de agua de fuentes alternativas, la gestión del impacto industrial y la descontaminación de suelos.

### Gestión de residuos
- Ordena y procesa desechos domésticos, industriales, médicos y agrícolas
- Recicla e incinera residuos y los dispones en almacenes de gestión
- Realiza la descontaminación de tierras contaminadas.

## Subsidiarias y holdings
- Grupo Agbar — empresa española de tratamiento y distribución de agua (100% de las acciones a través de Hisusa (Holding De Infraestructuras Y Servicios Urbanos S.A.) con las filiales Agbar, Aqualogy y Aquadom.[3][4][5][6]
- Aguas de Cartagena S.A. E.S.P. - Operador de tratamiento y distribución de agua potable, transporte y tratamiento de agua residual en Colombia.
- Aquaoccidente S.A. E.S.P. - Operador de tratamiento y distribución de agua potable, transporte de agua residual en Colombia.
- Aquasystems – tratamiento de aguas residuales en Eslovenia.
- Australia Water Services – servicios de tratamiento de aguas mediante la subsidiaria Degrémont a clientes en Australia y Nueva Zelanda.
- Bal-Ondeo – servicios de tratamiento de aguas en México.
- China – comprendo Sino French Holdings y Sino French Water; SITA Waste Services y Degrémont
- Cirsee – el principal centro de investigación de Suez Environnement
- Degrémont — ingeniería de tratamiento de aguas y aguas residuales
- DHC-Aguakan – parcialmente propiedad de Bal-Ondeo y Suez Environnement
- Eurawasser – subsidiaria de tratamiento de aguas en Alemania
- Fairtec – desarrolla soluciones de ingeniería de gestión de aguas en Francia
- Lyonnaise des Eaux – suministro de agua y tratamiento de aguas residuales en Francia
- Lydec – especialista en tratamiento de aguas, Marruecos
- Macao Water – tratamiento de aguas en Macao
- Novergie – una subsidiaria de Sita, y especialista en incineración y explotación de energía a partir de residuos domésticos
- Ondeo IS – especialista en proveer los servicios del ciclo del agua a la industria
- Ondeo Italia – gestión del ciclo del agua en Italia
- Ondeo Services Ceska Republica – servicios de tratamiento de aguas, República Checa
- Ondeo Services Hungary Ltd – servicios de tratamiento de aguas, Hungría
- PAM Lyonnaise Jaya (PALYJA) - servicios de tratamiento de aguas, Yakarta, Indonesia
- Pecsi Vizmu - Hungría
- Sino French Water Development – producción de agua potable, tratamiento municipal e industrial de agua en China
- Sita — reciclaje y gestión de recursos, con subsidiarias en Bélgica, República Checa, Alemania, Finlandia, Francia, los Países Bajos, Polonia, Eslovenia, Suecia y el Reino Unido.
- Safege — consultoría de ingeniería ambiental y de aguas00
- Swire Sita
- Sita Remediation – especialista en tratamiento de tierras contaminadas
- Teris – tratamiento de residuos industriales y tierras contraminadas, Francia
- Terralys – especialista en reutilización y tratamiento biológico de desechos orgánicos
- Trashco – gestión de residuos en los Emiratos Árabes Unidos
- United Water — tratamiento de aguas en los Estados Unidos

## Estructura accionarial
Los dos mayores accionistas de Suez, son la eléctrica francesa Engie con el 33,55% y la financiera española Criteria Caixa con el 5,65%. Un 52% de las acciones están consideradas de cotización libre.